# Klid noci
Klid noci (v anglickém originále Still of the Night) je americký mysteriózní film z roku 1982. Režisérem filmu je Robert Benton. Hlavní role ve filmu ztvárnili Roy Scheider, Meryl Streep, Jessica Tandy, Joe Grifasi a Sara Botsford.

## Obsazení
| Roy Scheider   | Dr. Sam Rice    |
| Meryl Streep   | Brooke Reynolds |
| Jessica Tandy  | Dr. Grace Rice  |
| Joe Grifasi    | Joseph Vitucci  |
| Sara Botsford  | Gail Phillips   |
| Josef Sommer   | George Bynum    |
| Rikke Borge    | Heather Wilson  |
| Irving Metzman | Murray Gordon   |